# Vita brevis
Vita brevis (del latín, «vida corta») es un libro de ficción filosófica escrito por Jostein Gaarder y publicado en el año 1996. Consiste en una colección de cartas de la madre de Adeodato, el hijo de San Agustín de Hipona, llamada Floria Emilia, al santo, revelando sus desacuerdos y descontento por haber sido abandonada debido al ascetismo del filósofo y sus nuevas creencias cristianas, en las que critica su visión más centrada en la vida después de la muerte que para la vida presente, que es breve, como indica el título.
Gaarder relata en el prólogo, como recurso literario cómo encontró el Codex Floriæ en una feria del libro en Buenos Aires, pero en realidad es una obra de ficción. Suscitó cierta controversia debido al tratamiento que da a la Iglesia católica y algunos medios dieron el supuesto manuscrito como auténtico, sin ningún fundamento. A pesar de eso, el libro es un éxito de ventas, gracias a su estilo narrativo y el análisis de la ansiedad de Floria Emilia, y el enfrentamiento entre las filosofías del  carpe diem con el neoplatonismo y el pensamiento agustiniano.

## Argumento

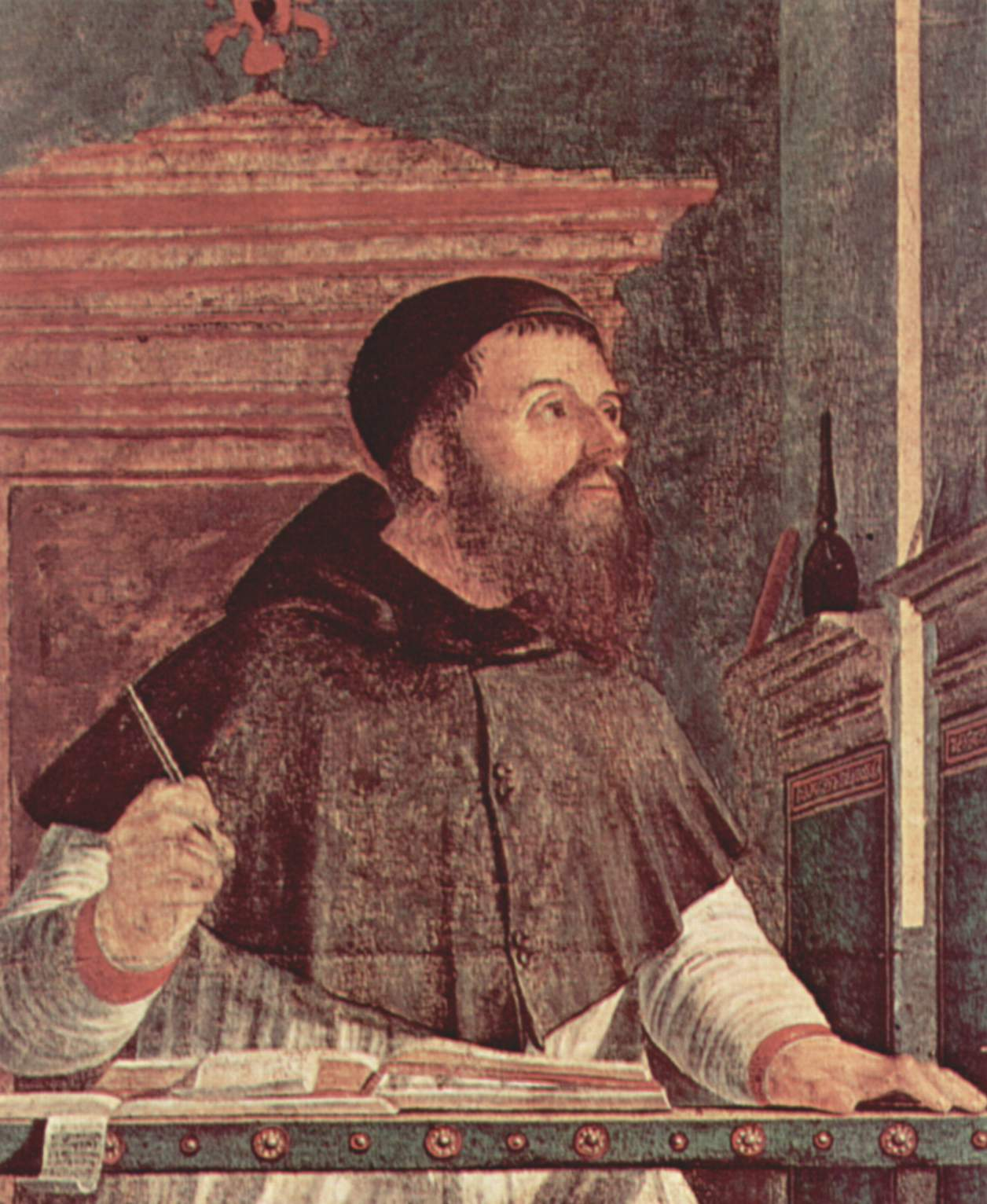
Detalle de San Agustín en su estudio, de Vittore Carpaccio.

La protagonista de la novela es Floria Emilia: nombre ficticio de la amante real de San Agustín. El santo, en un intento de convertir a Floria, le envía una copia de sus Confesiones. Vita Brevis quiere ser la respuesta de Floria, en la forma de una epístola escrita a su amado, y una crítica de algunas de las declaraciones hechas por el después doctor de la Iglesia. En la epístola, Floria habla también de Santa Mónica, la madre de Agustín, criticando su decisión de retirar al joven de su lado.
Floria, en concreto, rechaza que Agustín viviera el amor que sentía por ella como un obstáculo para el amor de Dios. La mujer quiere convencerlo de que el tiempo que pasaron juntos no era algo malo. El punto crucial que quiere reflejar el autor de la novela, de hecho, es éste: ¿puede el amor a una persona ser un límite al amor de Dios o el uno alimenta al otro?

## Ediciones
- Gaarder, Jostein. Vita brevis. La carta de Floria Emilia a Aurelio Agustín. Editorial Siruela. ISBN 978-84-7844-847-0.
- Gaarder, Jostein. Vita brevis. La carta de Floria Emilia a Aurelio Agustín. Editorial Siruela. ISBN 978-84-7844-481-6.  (edición de bolsillo)